# Brucepattersonius soricinus
Brucepattersonius soricinus é uma espécie de roedor da família Cricetidae. Endêmica do Brasil, onde pode ser encontrada no estado de São Paulo.